# Tidningsanka
Tidningsanka, pressanka, nyhetsanka eller bara anka är en oriktig uppgift i en tidning.

## Ursprung och paralleller på andra språk
Uttrycket kommer ursprungligen från tyska (Zeitungsente), och är känt på svenska sedan 1800-talet. Det förekommer också på andra europeiska språk, till exempel danska (avisand). Man kan också jämföra med det franska donner des canards ("ge ankor") med en något allmännare betydelse av lögner eller svindlerier. Liknande tyska uttryck går historiskt långt tillbaka. Exempelvis använde Martin Luther uttrycket i formen blaue Ente ("blå anka"). Olika förklaringar till uttryckets uppkomst har föreslagits. Bland annat har det tyska Lugente (Lügente = "lögnanka") anknutits till Legende (legend).
En annan förklaring ges i Ny Illustrerad Tidning 22 februari 1879. Enligt denna version skulle uttrycket uppstått då Bryssel-bon Égide Norbet Cornelissen (1769–1849) hade publicerat en uppdiktad historia om ankor. "Huru stor ankornas glupskhet är visar ett med dem anstäldt experiment. Af ett tjog sådana utvalde man man en, sönderhackade henne med hull och hår samt gaf denna massa åt de 19 öfriga att äta. Så fortfor man att slagta och för medsystrarne framsätta den ena efter den andra, till dess blott en enda fans qvar, gödd med alla sina kamraters kött och blod". Denna historia blev vida publicerad i olika länder och dök även upp i Amerika 20 år senare. Denna förklaring är troligen inte sann utan i sig själv ännu ett exempel på en tidningsanka.